# Nettenchelys erroriensis
Nettenchelys erroriensis is een straalvinnige vissensoort uit de familie van toveralen (Nettastomatidae). De wetenschappelijke naam van de soort is voor het eerst geldig gepubliceerd in 1994 door Karmovskaya.